# Pellegrini (município)

Pellegrini, e sua localização no mapa

Pellegrini é um partido (município) da província de Buenos Aires, na Argentina. Possuía, de acordo com estimativa de 2019, 6.045 habitantes.